# 沃恩 (密西西比州)
沃恩（英語：Vaughan）是位於美國密西西比州亞祖縣的非建制地區。

## 歷史
沃恩的郵局自1871年營運至今。

## 地理
沃恩所處的海拔為高於海平面64米（即210英呎），而該地所採用的時區為UTC-6，即北美中部時區（CST）。同時該地設有夏令時間，為UTC-6調快一小時，即UTC-5（CDT）。